# 威廉·哈密頓
威廉·罗恩·哈密顿爵士（英語：Sir William Rowan Hamilton，或譯漢米頓，1805年8月4日—1865年9月2日），愛爾蘭數學家、物理學家及天文學家。哈密顿最大的成就或许在於重新表述了牛顿力学，创立被称为哈密顿力学的力学表述。他的成果后在量子力学的发展中起到核心作用。哈密顿还对光学和代数的发展提供了重要的贡献，因为发现四元数而闻名。
他的妻子海倫·瑪俐亞·貝雷是一個牧師的女兒。哈密顿死於1865年9月2日，被安葬在都柏林杰羅姆山公墓。

## 传记

### 早年生活
威廉·哈密頓是莎拉·赫頓（1780年至1817年）和阿奇博爾德·哈密頓（1778年至1819年）九個孩子中的第四個，他們住在都柏林多米尼克街。三歲時，父母就將他送到都柏林城外的小鎮特林。
十八歲以前，哈密頓都沒上過小學、中學，由其執掌學校的叔伯James Hamilton指導。他平常喜歡游泳與觀察田間的小動物，也喜歡文學，成為數學大師後，仍不斷賦詩填詞。他一直認為文學與數學是近似的學科—都是抽象思維的文字與符號。他寫道︰「詩與數學是近親。」。其十八歲入讀都柏林大學時雙主修古典學及數學，並早於1827年畢業前已獲委任為天文學教授，其後在敦辛克天文台（Dunsink Observatory）受聘終身。
哈密頓在十九歲時經歷他的初戀。他的手記中未曾留下對方的姓名，後人只知道他不斷地寫情詩追求那位初戀情人。可惜哈密頓能計算最困難的數學方程式，卻無法計算女孩的感情方向。由于三年的学业恰好错过，在一年后，他心儀的女孩嫁給別人。

### 光学和动力学
他首先建立了光學的數學理論，然後把這種理論移植到動力學中去。他在1834年的論文《動力學的一種普遍方法》中，提出了著名的「哈密頓最小作用原理」，即用一個變分式推出各種動力學定律。他把廣義坐標和廣義動量作為典型變量來建立動力學方程──哈密頓方程。他還建立了與系統的總能量有關的哈密頓函數，這些工作推動了變分法和微分方程理論的進一步研究，在現代物理中得到廣泛應用。

### 四元數
四元數使用於計算機圖形學、控制理論、信號處理、軌道力學，主要用於表示旋轉與方向。

### 語言和文學
哈密顿还精通多種語言。除了歐洲語言之外，他還懂得波斯語、希臘語、拉丁語、希伯來文、古代巴勒底的巴比倫文、印度梵語、佛教原典所用的巴利語、義大利語、法語、阿拉伯語、孟加拉語、巴基斯坦語、馬來語、梵文和中文等。主因是他在十三歲前都受其叔父語言學家詹姆斯·哈密顿照顧。
哈密顿很喜歡文學，在大學期間，他不但修讀數學，還有修讀古典文學。

## 对哈密顿的纪念
- 哈密顿方程式是一个经典力学方程式。
- 哈密顿函数既是一个经典物理学中的函数，也是量子物理学中的一个算子，还是图论中的一个术语。